# Englerina kapiriensis
Englerina kapiriensis là một loài thực vật có hoa trong họ Loranthaceae. Loài này được (Balle) Polhill & Wiens mô tả khoa học đầu tiên năm 1992.